# دي ميتش ديفيس
دي ميتش ديفيس (بالإنجليزية: D'Mitch Davis)‏ مواليد 15 يوليو 1941 في شريفبورت، الولايات المتحدة، هو ممثل أمريكي بدأ مسيرته الفنية سنة 1973. امتدت مسيرته الفنية لأكثر من 38 عاما.

## الأعمال
- شوارع متوسطة
- أمير بيل إير الحيوي

## وصلات خارجية
- دي ميتش ديفيس على موقع IMDb (الإنجليزية)
- دي ميتش ديفيس على موقع قاعدة بيانات الفيلم (الإنجليزية)
- الموقع الرسمي